# Lepidodactylus oortii
Espèce
Synonymes
- Gekko oorti Kopstein, 1926

Statut de conservation UICN

 DD  : Données insuffisantes
Lepidodactylus oortii est une espèce de geckos de la famille des Gekkonidae.

## Répartition
Cette espèce est endémique des Moluques aux Indonésie. Elle se rencontre à Damer, aux Banda et aux Tanimbar.

## Publication originale
- Kopstein, 1926 : Reptilien von den Molukken und den benachbarten Inseln. Zoologische Mededelingen, vol. 1, n. 5, p. 71-112 (texte intégral).